# Port de Cabús
El port de Cabús és un coll que travessa els Pirineus a 2.302 m sobre el nivell del mar. Està situat en la frontera entre Andorra i Espanya, entre la parròquia de La Massana i el municipi d'Alins. Només es troba asfaltat el vessant andorrà.